# Traditi humilitati
Traditi Humilitati je encyklika papeže Pia  VIII. vydaná dne 24. května 1829. 
V encyklice papež opakuje názory svých předchůdců Klementa XII., Benedikta XIV., Pia VII., a Lva XII. o tajných zednářích, které považuje za nepřátele katolické víry, označuje je jako tajnou sektu buřičů, která se staví proti Bohu a chce vyvolat celosvětový zmatek . Charakterizuje zednáře podobně jako manichejské, tj. jako ty, jejichž pravdou je vytáčka, bohem samotný satan a jejich svátostí hanba.  V této souvislosti zmiňuje školství, kde se zednářství realizuje výchovou dětí ve stylu starozákonního proroka Bála, úpadkem morálky. V 10. článku pak brání manželství a monogamii, když popisuje změnu tohoto institutu z pouhého právního společenství pro plození dětí na svátost. Nakonec encyklika odsuzuje i zednářský morální relativismus a žádá od biskupů lepší dohled na seminářích a církevních školách.